# Olympische Sommerspiele 2012/Kanu – Einer-Kajak 500 m (Frauen)
Der Kanuwettbewerb im Einer-Kajak 500 Meter der Frauen bei den Olympischen Spielen 2012 in London wurde am 7. und 9. August 2012 auf dem Dorney Lake ausgetragen. 25 Athletinnen nahmen teil. 
Der Wettbewerb startete mit vier Vorläufen, bei denen sich die jeweils ersten sechs Athletinnen für das Halbfinale qualifizierten. In den drei Läufen des Halbfinales erreichten die jeweils ersten zwei Athletinnen die Berechtigung für eine Teilnahme am A-Finale sowie die zwei zeitschnellsten Drittplatzierten. Die zeitlangsamste drittplatzierte Athletin, die Viert- und Fünftplatzierten, sowie die zeitschnellste Sechstplatzierte gingen im B-Finale an den Start, wo um die Positionen neun bis sechzehn gefahren wurde.

## Titelträger
| Olympiasieger | Inna Osipenko-Radomska | Peking 2008 |
| Weltmeister   | Nicole Reinhardt       | Szeged 2011 |

## Zeitplan
- Vorläufe: 7. August 2012, 10:07 Uhr (Ortszeit)
- Halbfinale: 7. August 2012, 11:30 Uhr (Ortszeit)
- Finale: 9. August 2012, 10:08 Uhr (Ortszeit)

## Vorläufe

### Lauf 1
| Platz | Kanutin                | Nation             | Zeit (min) |
| ----- | ---------------------- | ------------------ | ---------- |
| 1     | Anne Rikala            | Finnland           | 1:52,641   |
| 2     | Henriette Engel Hansen | Dänemark           | 1:52,650   |
| 3     | Katrin Wagner-Augustin | Deutschland        | 1:53,438   |
| 4     | Carrie Johnson         | Vereinigte Staaten | 1:53,983   |
| 5     | Darisleydis Amador     | Kuba               | 1:56,038   |
| 6     | Teneale Hatton         | Neuseeland         | 1:56,741   |
| 7     | Arezoo Hakimi          | Iran               | 1:58,598   |

### Lauf 2
| Platz | Kanutin            | Nation    | Zeit (min) |
| ----- | ------------------ | --------- | ---------- |
| 1     | Danuta Kozák       | Ungarn    | 1:52,828   |
| 2     | Bridgitte Hartley  | Südafrika | 1:53,051   |
| 3     | Josefa Idem        | Italien   | 1:55,619   |
| 4     | Juliana Salachowa  | Russland  | 1:56,621   |
| 5     | Émilie Fournel     | Kanada    | 1:58,740   |
| 6     | Marharyta Machnewa | Belarus   | 2:01,216   |

### Lauf 3
| Platz | Kanutin                   | Nation     | Zeit (min) |
| ----- | ------------------------- | ---------- | ---------- |
| 1     | Sofia Paldanius           | Schweden   | 1:51,212   |
| 2     | Teresa Portela            | Portugal   | 1:51,887   |
| 3     | Aneta Pastuszka-Konieczna | Polen      | 1:52,069   |
| 4     | Inna Osipenko-Radomska    | Ukraine    | 1:52,268   |
| 5     | Mira Verås Larsen         | Norwegen   | 1:55,923   |
| 6     | Yuliya Borzova            | Usbekistan | 2:03,893   |

### Lauf 4
| Platz | Kanutin                 | Nation         | Zeit (min) |
| ----- | ----------------------- | -------------- | ---------- |
| 1     | Rachel Cawthorn         | Großbritannien | 1:53,491   |
| 2     | Alana Nicholls          | Australien     | 1:53,823   |
| 3     | Natalja Sergejewa       | Kasachstan     | 1:54,445   |
| 4     | Geraldine Lee           | Singapur       | 2:01,037   |
| 5     | Špela Ponomarenko Janić | Slowenien      | 2:01,520   |
| 6     | Afef Ben Ismail         | Tunesien       | 2:07,705   |

## Halbfinale

### Lauf 1
| Platz | Kanutin                   | Nation     | Zeit (min) |
| ----- | ------------------------- | ---------- | ---------- |
| 1     | Bridgitte Hartley         | Südafrika  | 1:51,286   |
| 2     | Inna Osipenko-Radomska    | Ukraine    | 1:51,515   |
| 3     | Anne Rikala               | Finnland   | 1:51,852   |
| 4     | Aneta Pastuszka-Konieczna | Polen      | 1:52,193   |
| 5     | Alana Nicholls            | Australien | 1:52,224   |
| 6     | Émilie Fournel            | Kanada     | 1:54,120   |
| 7     | Darisleydis Amador        | Kuba       | 1:58,762   |
| 8     | Afef Ben Ismail           | Tunesien   | 2:15,362   |

### Lauf 2
| Platz | Kanutin                | Nation     | Zeit (min) |
| ----- | ---------------------- | ---------- | ---------- |
| 1     | Danuta Kozák           | Ungarn     | 1:50,469   |
| 2     | Henriette Engel Hansen | Dänemark   | 1:51,929   |
| 3     | Sofia Paldanius        | Schweden   | 1:51,945   |
| 4     | Natalja Sergejewa      | Kasachstan | 1:53,888   |
| 5     | Teneale Hatton         | Neuseeland | 1:54,504   |
| 6     | Mira Verås Larsen      | Norwegen   | 1:57,354   |
| 7     | Geraldine Lee          | Singapur   | 2:01,516   |
| 8     | Marharyta Machnewa     | Belarus    | DSQ        |

### Lauf 3
| Platz | Kanutin                 | Nation             | Zeit (min) |
| ----- | ----------------------- | ------------------ | ---------- |
| 1     | Josefa Idem             | Italien            | 1:52,232   |
| 2     | Rachel Cawthorn         | Großbritannien     | 1:52,542   |
| 3     | Teresa Portela          | Portugal           | 1:53,064   |
| 4     | Katrin Wagner-Augustin  | Deutschland        | 1:53,241   |
| 5     | Špela Ponomarenko Janić | Slowenien          | 1:53,341   |
| 6     | Carrie Johnson          | Vereinigte Staaten | 1:54,628   |
| 7     | Juliana Salachowa       | Russland           | 1:57,761   |
| 8     | Yuliya Borzova          | Usbekistan         | 2:00,584   |

## Finale

### Finale B
Anmerkung: Gefahren wurde hier um die Plätze neun bis sechzehn, das heißt, die Siegerin des B-Finales aus Deutschland wurde insgesamt Neunte usw.
| Platz | Kanutin                   | Nation      | Zeit (min) |
| ----- | ------------------------- | ----------- | ---------- |
| 1     | Katrin Wagner-Augustin    | Deutschland | 1:52,402   |
| 2     | Aneta Pastuszka-Konieczna | Polen       | 1:53,356   |
| 3     | Teresa Portela            | Portugal    | 1:53,597   |
| 4     | Špela Ponomarenko Janić   | Slowenien   | 1:53,718   |
| 5     | Natalja Sergejewa         | Kasachstan  | 1:54,707   |
| 6     | Émilie Fournel            | Kanada      | 1:56,058   |
| 7     | Teneale Hatton            | Neuseeland  | 1:56,103   |
| 8     | Alana Nicholls            | Australien  | 1:59,033   |

### Finale A
| Platz | Kanutin                | Nation         | Zeit (min) |
| ----- | ---------------------- | -------------- | ---------- |
| 1     | Danuta Kozák           | Ungarn         | 1:51,456   |
| 2     | Inna Osipenko-Radomska | Ukraine        | 1:52,685   |
| 3     | Bridgitte Hartley      | Südafrika      | 1:52,923   |
| 4     | Sofia Paldanius        | Schweden       | 1:53,197   |
| 5     | Josefa Idem            | Italien        | 1:53,223   |
| 6     | Rachel Cawthorn        | Großbritannien | 1:53,345   |
| 7     | Henriette Engel Hansen | Dänemark       | 1:54,110   |
| 8     | Anne Rikala            | Finnland       | 1:54,333   |